# 李溪溥
李溪溥（1923年10月—2021年12月15日），原名孙乐宸，男，山东掖县（今属莱州）人，中华人民共和国政治人物。原北京航空学院飞机系毕业，工程师。早年曾参与、并领导为中国第一颗原子弹空中爆炸改装提供的运载工具。曾任陕西省第七届人大常委会主任，中共陕西省委副书记，中共第十二届中央委员。

## 生平
1939年，以小学教员的身份做掩护，在家乡参加中共领导的秘密游击活动。同年2月，加入中国共产党。后一直在山东省地方从事党务宣传工作。1945年起，历任中共西海地委宣传部干事、副科长、科长。
中华人民共和国成立后，出任中共平东县委副书记、书记；1953年，升任山东省莱阳地委副秘书长。后被调往位于辽宁沈阳的原国营一一二厂工作；历任教育处副处长、副生产厂长、代生产厂长。1956年，进入北京航空学院飞机系学习。毕业后，分配到位于西安的原国营一七二厂（即“西安飞机工业集团”的前身）；历任副总工程师、总工程师、副厂长、革委会副主任、主任、厂党委书记、厂长。
1981年11月，李溪溥被拔擢为中共陕西省委常委，先后兼任过省委工业交通工作部部长、经济部部长；1983年，晋升省委副书记；1986年，转任省顾问委员会副主任；1988年5月，当选陕西省第七届人大常委会主任。1993年4月，离休。
2021年12月15日於西安病逝，享年99歲。